# Sainte-Euphémie-sur-Rivière-du-Sud
Sainte-Euphémie-sur-Rivière-du-Sud est une municipalité du Québec (Canada) faisant partie de la municipalité régionale de comté de Montmagny elle-même comprise dans la région administrative Chaudière-Appalaches.

## Toponymie
La municipalité de Sainte-Euphémie-sur-Rivière-du-Sud est nommée en l'honneur d'Euphémie de Chalcédoine et d'autre part d'Euphémie Bernier, mère de l'abbé Joseph-Walstan Proulx né en 1873 qui était vicaire à Notre-Dame-du-Portage de 1899 à 1900, à Saint-Joseph-de-Beauce de 1900 à 1901 avant d'être nommé le premier prêtre résident de Sainte-Euphémie en 1907, poste qu'il occupa jusqu'en 1918.
La rivière du Sud traverse le territoire de la municipalité, son nom fut d'ailleurs retenu pour préciser davantage la situation géographique de la municipalité, son nom fut également retenu pour les Sudriverains qui est le gentilé pour désigner les habitants de la municipalité.

## Histoire
Sainte-Euphémie est fondée en tant que mission catholique jusqu'en 1907, date à laquelle a lieu l'ouverture des registres de la paroisse. Le premier nom de la mission et du bureau de poste porte le nom de Mercier, le nom rappelle le souvenir du premier maître de poste de l'endroit. La paroisse est alors détachée des paroisses de Saint-Paul-de-Montminy et de Saint-Cajetan-d'Armagh, par contre son érection canonique est réalisée seulement une dizaine d'années plus tard soit le 25 octobre 1917. La municipalité qui portait alors le nom de canton d'Armagh-Partie-Est prend le nom de Sainte-Euphémie, sur rivière du Sud à partir du 24 mars 1911, nom qui sera modifié pour sa forme actuelle le 15 mars 1969.
En 2007, Sainte-Euphémie a fêté son centenaire (1907-2007).

### Chronologie
- 1er janvier 1908 : érection de la municipalité du canton d'Armagh-Partie-Est.
- 24 mars 1911 : la municipalité du canton d'Armagh-Partie-Est devient la municipalité de Sainte-Euphémie, sur rivière du Sud.
- 15 mars 1969 : la municipalité prend le nom de Sainte-Euphémie-sur-Rivière-du-Sud.

## Géographie

### Géographie physique
La municipalité est située à une trentaine de kilomètres au sud de la ville de Montmagny. D'une superficie de 92,47 km2, la municipalité partage ses frontières avec les municipalités d'Armagh, de Notre-Dame-du-Rosaire, de Saint-Paul-de-Montminy, de Saint-Philémon et de Saint-Pierre-de-la-Rivière-du-Sud.
La municipalité est située dans la vaste pénéplaine du centre de la municipalité régionale de comté de Montmagny, la municipalité ayant une altitude moyenne de 335 mètres avec des collines avoisinant les 400 mètres. Le terrain est très argileux et la couche arable est constitué de schiste très peu perméable et comporte plusieurs blocs erratiques.

#### Hydrographie
Le territoire municipal est drainé par la rivière du Sud en plus de deux affluents importants de cette dernière, les rivières du Pin et à la Loutre. Les cascades de la rivière à la Loutre sont d'ailleurs accessibles à partir du réseau de sentier du parc régional des Appalaches.

#### Flore
Sainte-Euphémie-sur-Rivière-du-Sud étant située dans la forêt mixte, on y retrouve des feuillus ainsi que des conifères. Le couvert forestier, qui représente 85 % du territoire, est dominé par l'érable à sucre, l'érable rouge, le bouleau jaune, le bouleau à papier ainsi que le peuplier faux-tremble pour les feuillus. Parmi les conifères nous retrouvons le sapin baumier, l'épinette noire, le thuya occidental, le mélèze laricin et le pin blanc d'Amérique.

#### Faune
La municipalité abrite de nombreux mammifères communs du Québec sur son territoire comme l'orignal, le cerf de Virginie, le castor, la marmotte commune, l'écureuil roux et le tamia rayé.
Dans les ruisseaux nous retrouvons principalement de l'omble de fontaine (truite mouchetée), de la barbotte brune et de la carpe commune.

### Géographie humaine

#### Transport
Le seul moyen de se déplacer sur de longues distances est l'automobile. Bien que le chemin de fer Transcontinental ait été important pour le développement de la municipalité le chemin de fer a été démantelé au milieu des années 1980 pour laisser place au parc linéaire Monk, le site de l'ancien chemin de fer a été transformé en sentier de véhicules tout-terrain et de motoneiges. La municipalité contenait auparavant deux arrêts ferroviaires, la gare de Sainte-Euphémie située sur l'actuelle route de la Station au nord-ouest du village était la principale gare de la municipalité et comptait une voie principale, deux voies d'évitement des entrepôts ainsi qu'un service de télégraphie. La gare de Morin, située aux limites des municipalités de Sainte-Euphémie et d'Armagh et donc des comtés de Montmagny et de Bellechasse, était de moindre ampleur et était déjà désaffectée en 1939.
La rue Principale Est qui se rend à la route 283 dans la municipalité de Notre-Dame-du-Rosaire est le principal lien routier, la rue Principale Ouest ainsi que le rang Saint-Joseph assure un lien avec la municipalité d'Armagh alors que la route Sirois Sud en fait de même avec Saint-Paul-de-Montminy. Sainte-Euphémie et Saint-Pierre-de-la-Rivière-du-Sud sont également reliés par la route de Saint-Pierre qui est en fait seulement une route forestière en gravier.

#### Morphologie urbaine
La municipalité s'est développé qu'autour d'un simple noyau villageois. Aucun hameau ou même lieu-dit n'est répertorié à la commission de toponymie du Québec.

## Démographie
| 1911 | 1921 | 1931 | 1941 | 1951 |
| ---- | ---- | ---- | ---- | ---- |
| 723  | 797  | 713  | 701  | 879  |

| 1956 | 1961 | 1966 | 1971 | 1976 |
| ---- | ---- | ---- | ---- | ---- |
| 900  | 775  | 725  | 613  | 507  |

| 1981 | 1986 | 1991 | 1996 | 2001 |
| ---- | ---- | ---- | ---- | ---- |
| 468  | 442  | 366  | 376  | 355  |

| 2006 | 2011 | 2016 | 2021 | - |
| ---- | ---- | ---- | ---- | - |
| 358  | 329  | 320  | 338  | - |

## Administration
Les élections municipales se font en bloc pour le maire et les six conseillers.
| Sainte-Euphémie-sur-Rivière-du-Sud Maires depuis 2001                                                                |                  |                                            |          |
| Élection | Maire            | Qualité                                    | Résultat |
| 2001 | Denis Giroux     |                                            | Voir     |
| 2005 | André Mercier    |                                            | Voir     |
| 2007 | Laurence Hallé   |                                            | Voir     |
| 2009 | Laurence Hallé   | Voir                                       |          |
| 2013 | Denis Giroux (2) | Décès en fonction                          | Voir     |
| 2017 | Denis Giroux (2) | Décès en fonction                          | Voir     |
| 2017 | Gilles Giroux    | Maire de Notre-Dame-du-Rosaire (2009-2017) | Voir     |
| 2021 | Gilles Giroux    | Maire de Notre-Dame-du-Rosaire (2009-2017) | Voir     |
| Élection partielle en italique Depuis 2005, les élections sont simultanées dans toutes les municipalités québécoises |                  |                                            |          |

## Éducation
Vers 1939, la municipalité comprenait une école au village où l'enseignement primaire y était fait par les sœurs servantes du Saint-Cœur-de-Marie, une école de rang se trouvait également sur le territoire municipal. L'école du village fut finalement fermé et converti en complexe municipal, les enfants d'âge primaire se rendre depuis ce temps à l'école de la Colline à Saint-Paul-de-Montminy alors que les enfants d'âge secondaire se rendre à l'école secondaire également situé à Saint-Paul.

## Santé
La municipalité ne dispose d'aucun service de santé. Le CLSC le plus proche est situé dans le village voisin de Saint-Paul-de-Montminy alors que l'hôpital la plus proche est l'Hôtel-Dieu de Montmagny.

## Autres services publics
La municipalité entretient un réseau d'aqueduc dans le périmètre urbain ainsi qu'un réseau d’égout. Une brigade de pompiers volontaires existe depuis les années 1970 et est équipé d'un seul camion autopompe.

### Religion
Sainte-Euphémie compte une église catholique construite en 1926 qui a été recyclé en salle multifonctionnelle.